# Hrabstwo Grant (Oregon)
Hrabstwo Grant (ang. Grant County) – hrabstwo w stanie Oregon w Stanach Zjednoczonych. Obszar całkowity hrabstwa obejmuje powierzchnię 4529,32 mil² (11 730,88 km²). Według szacunków United States Census Bureau w roku 2009 miało 6795 mieszkańców.
Hrabstwo powstało w 1864 roku.

## Miasta
- Canyon City
- Dayville
- Granite
- John Day
- Long Creek
- Monument
- Mount Vernon
- Prairie City
- Seneca[4].